# The Waltones
 (février 2016).
The Waltones (également connu sous le nom de Candlestick Park) est un groupe de musique indépendante de Manchester en Angleterre, formé en septembre 1984.

## Historique
Le groupe était composé de Alex Fuans (Batterie), Mark Collins (guitare), James Knox (chant, harmonica) et de Manny Lee (basse, chœurs). Son premier enregistrement est le single Downhill, publié par Medium Cool Records en avril 1987, puis arrive un autre single She looks Right Through Me qui se place dans le classement des meilleures ventes de disque au Royaume-uni, UK Indie Chart. Le troisième single Spell it Out a été son plus gros succès. Il fut classé à la 20e place du classement UK Singles Chart. Le groupe a enregistré en août 1988 une session sur l'émission BBC Radio 1 de John Peel. Le groupe sort son premier album Deepest en 1989.
En 1990 le groupe change de label pour Midnight Music, et enregistre son second album Re-invent The Wheel coproduit par Kevin Harris. Après l'enregistrement, le batteur Alex Fyans quitte le groupe et est remplacé par Adrian Donohue. Le groupe décide de continuer sous le nom de Candlestick Park. Le single All The Time In The World, issue de l'album session sort en 1991, mais le groupe se sépare la même année. 
Le guitariste Mark Collins connaîtra un plus grand succès avec le groupe de Manchester The Charlatans.
La compilation The Very Best of The Waltones: You've Gotta Hand It to 'em  est sortie en 2007 chez Cherry Red.

## Discographie

### Albums
- Deepest, Medium Cool - MC 018, 1989
- The Very Best of The Waltones: You've Gotta Hand It to 'em, Cherry Red, 2007

### Singles
- Downhill (7") (April 1987), Medium Cool - MC 004, UK Indie #40[3]
- She Looks Right Through Me (12"), octobre 1987, Medium Cool - MC 007, UK Indie #49[3]
- Spell It Out (7"+12"), juillet 1988, Medium Cool - MC 011, UK Indie #20[3]
- The Deepest (7"+12"), octobre 1988, Medium Cool - MC 016
- Listen to Your Heart, 1989, Medium Cool - withdrawn 12" single, MC 022T
- All the Time In the World, 1990, Midnight Music - DING 67 (as Candlestick Park)